# Paracentrophyes quadridentatus
Paracentrophyes quadridentatus är en djurart som tillhör fylumet pansarmaskar, och som först beskrevs av Carl Zelinka 1928.  Paracentrophyes quadridentatus ingår i släktet Paracentrophyes och familjen Neocentrophyidae. Arten är reproducerande i Sverige. Inga underarter finns listade i Catalogue of Life.